# Ulica 1 Maja w Katowicach

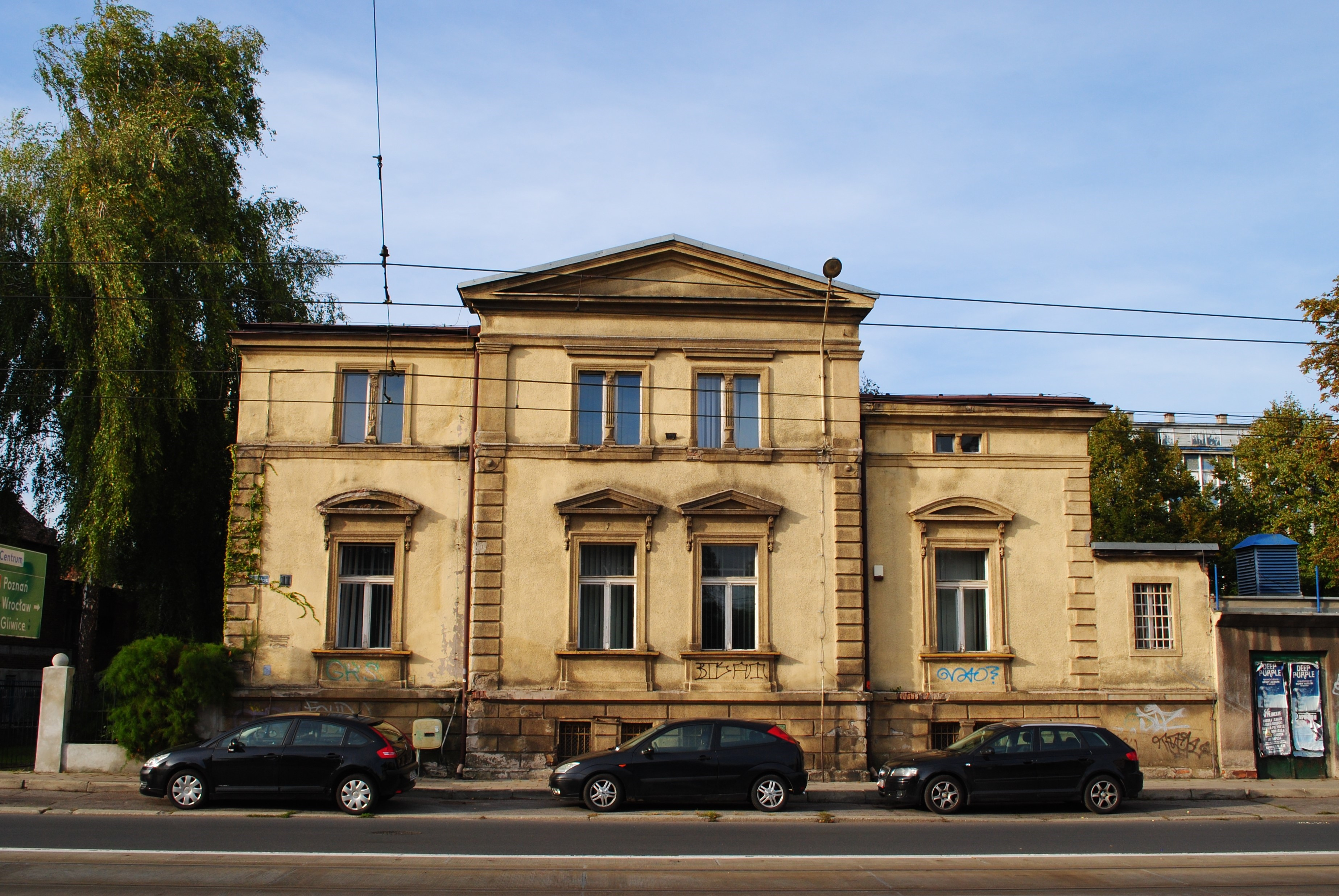
Zabytkowa willa przy ul. 1 Maja

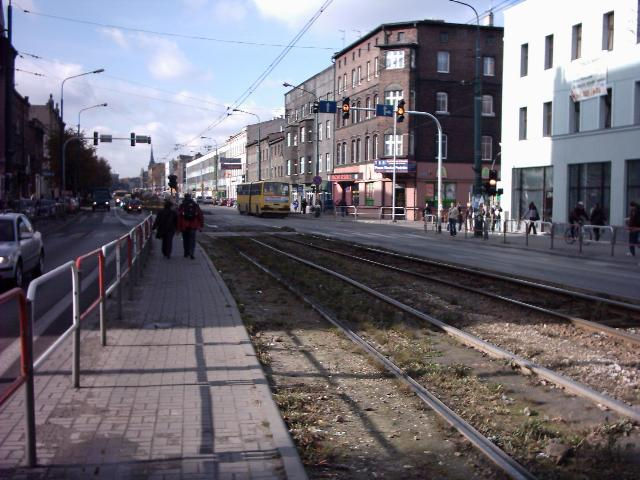
Ulica 1 Maja w 2005

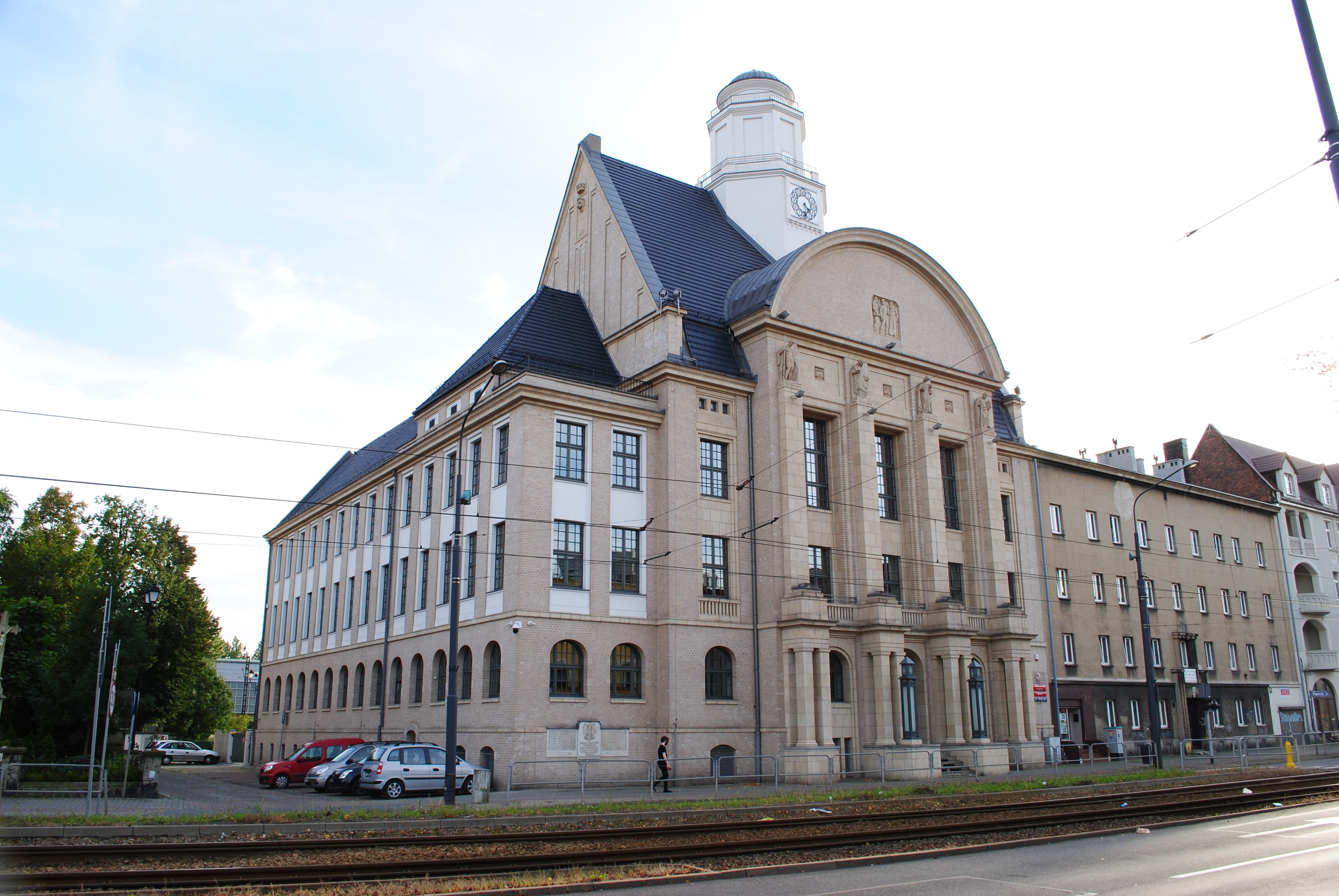
Rektorat Uniwersytetu Ekonomicznego

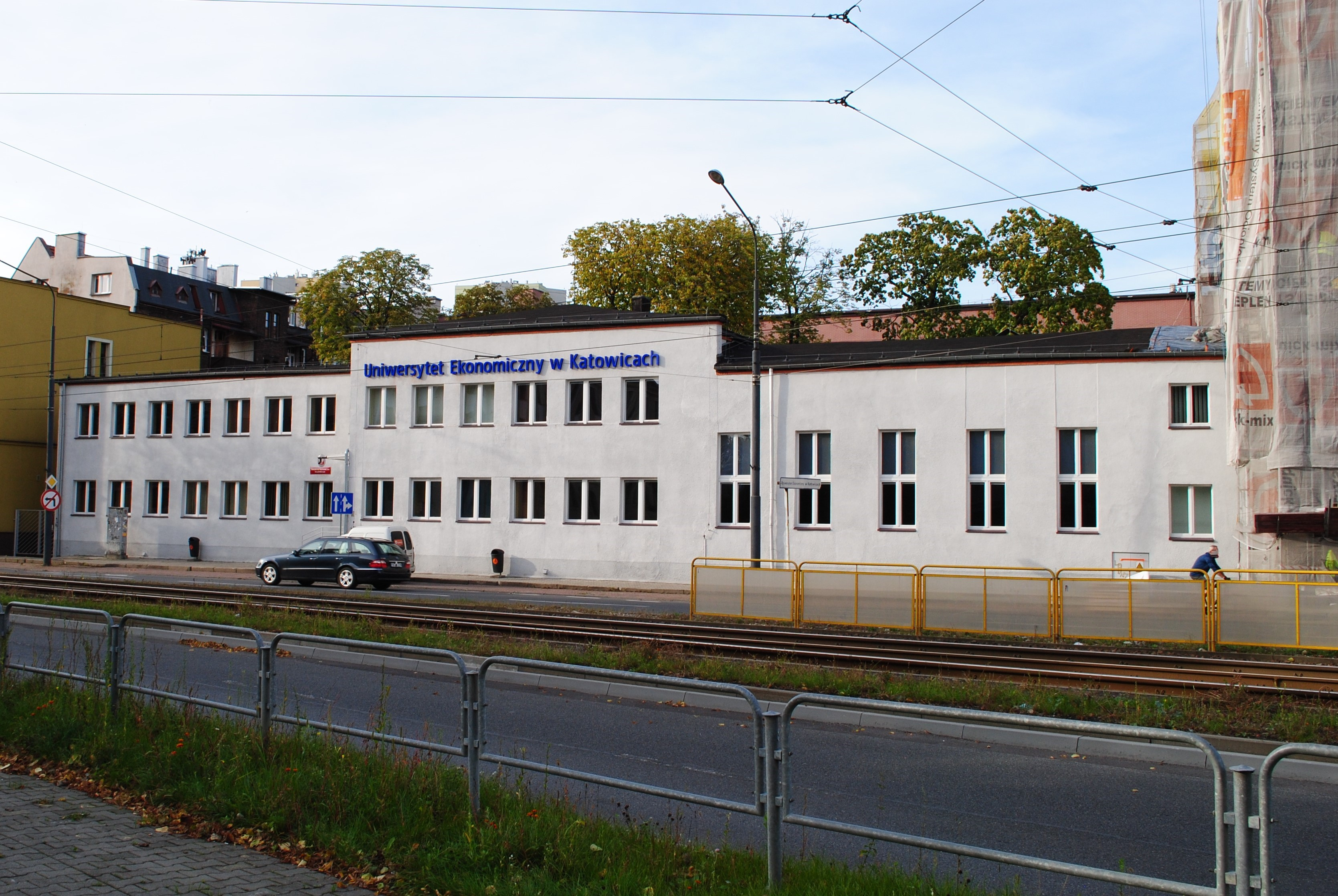
Budynki Uniwersytetu Ekonomicznego

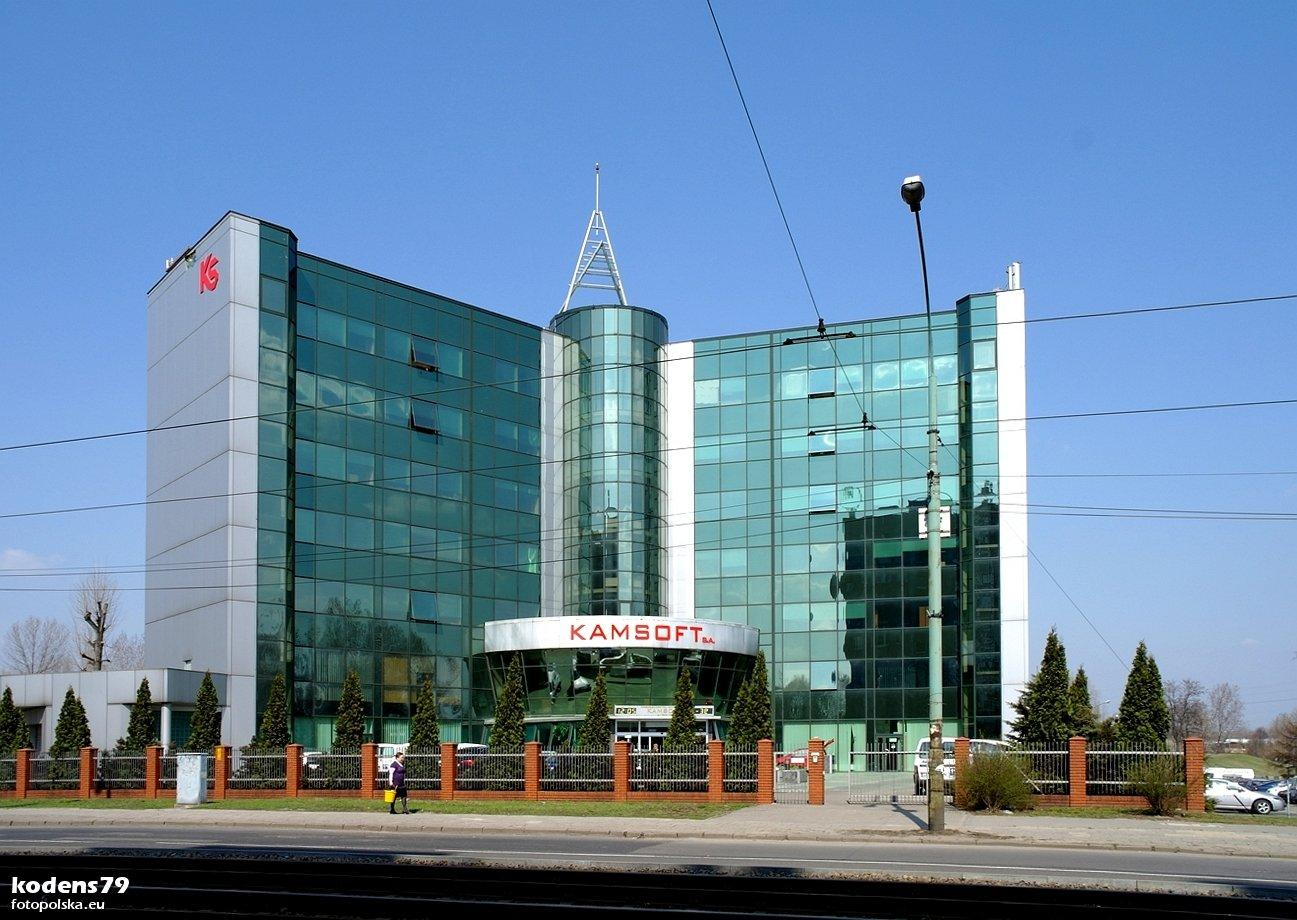
Budynek firmy Kamsoft

Ulica 1 Maja w Katowicach − jedna z ważniejszych ulic Katowic, łącząca Śródmieście z dzielnicami wschodnimi (Zawodzie, Szopienice-Burowiec) oraz jedna z głównych ulic Zawodzia.

## Przebieg
Ulica rozpoczyna swój bieg od skrzyżowania z ul. Graniczną i ul. Jerzego Dudy-Gracza (zmienia nazwę z ulicy Warszawskiej). Dalej biegnie obok Hotelu Senator, ulicy Ignacego Paderewskiego, Uniwersytetu Ekonomicznego, nad ul. Murckowską (DK 86), krzyżuje się z ul. Bohaterów Monte Cassino. Za węzłem z ul. Bagienną, obok Zajezdni Tramwajowej, kończy swój bieg, krzyżując się z ul. Krakowską i ul. Obrońców Westerplatte (do Szopienic).

## Historia
W okresie Rzeszy Niemieckiej (do 1922) ulica nosiła nazwę Kaiser Wilhelm Straße, w latach międzywojennych 1922−1939 ulica Krakowska, w latach niemieckiej okupacji Polski (1939−1945) Krakauerstraße, w latach 1945−1946 ulica Krakowska, od 11 października 1946 ulica 1 Maja.
Pod numerem 12/14 w 1874 założono Fabrykę Pieców Kaflowych Pieckafel (urządzenia do wyrobu kafli zdemontowano w 1937), a pod numerem 9 w 1889 − fabrykę urządzeń higienicznych Higiena Spółka z o.o.. W latach trzydziestych XX wieku pod numerem 80 istniała Szkoła Handlowa Miejska. Od 1936 pod numerem 11 funkcjonowała Górnośląska Fabryka Żarówek. W latach międzywojennych przy ulicy istniały: kawiarnia/cukiernia, której właścicielem był Witt Urban (ul. Krakowska 57), drukarnia Stella (pod numerem 46), Budowa Pieców Kaflowych braci Chwieralskich (firma założona w 1937 przy ul. Krakowskiej 2), Górnośląska Fabryka Kabli i Rur Izolacyjnych (pod numerem 4), skład starego żelaza i szmat spółki Grajcar (ul. Krakowska 20), Herman Berger i Ska − zakład naprawczy maszyn elektrycznych (pod numerem 2), Almeco Company (ul. Krakowska 2), zakład tokarsko-samochodowy Ludwika Stachuły (pod numerem 12), warsztat mechaniczny Metro-Wolt (ul. Krakowska 8). W latach 1867−1871 bracia Robert i Maurycy Ollendorf założyli Zakład Urządzeń Technicznych "Elewator". Około 1923 zakład uzyskał siedzibę przy ul. Krakowskiej 31. Po 1945 fabryka wznowiła działalność przy ul. 1 Maja 31. W czasie II wojny światowej przy ówczesnej Krakauerstraße znajdowała się siedziba grupy gospodarczej budownictwa maszyn Elevator Maschinenfabrik und Eisenkonstruktion.
W dwudziestoleciu międzywojennym przy ul. Krakowskiej 81 działalność prowadziło przedszkole.

## Obiekty zabytkowe
Przy ulicy 1 Maja znajdują się następujące historyczne obiekty:
- historyczne warsztaty (ul. 1 Maja 2), nie są objęte ochroną ze względu na brak wartości architektonicznych[11];
- dawna willa (ul. 1 Maja 2a), wzniesiona w latach siedemdziesiątych XIX wieku w stylu klasycyzmu[12];
- dawne laboratorium "Cefarmu" (ul. 1 Maja 4), nie objęte ochroną ze względu na utratę cech zabytkowych wskutek przeróbek[11];
- kamienica mieszkalna (ul. 1 Maja 5/7)[12];
- kamienica mieszkalna (ul. 1 Maja 6)[12];
- kamienica mieszkalna (ul. 1 Maja 8)[12];
- kamienica mieszkalna (ul. 1 Maja 9)[12];
- kamienica mieszkalna (ul. 1 Maja 10)[12];
- dawna willa (ul. 1 Maja 11), wybudowana na przełomie lat sześćdziesiątych i siedemdziesiątych XIX wieku w stylu klasycyzmu[12]; budynek powstał dla I. Trautmanna, będącego właścicielem zawodziańskiego młyna[13];
- zespół dawnej Śląskiej Fabryki Lamp Żarowych Helios (ul. 1 Maja 11−13), nie objęty ochroną ze względu na utratę cech zabytkowych wskutek przeróbek[11];
- kamienica mieszkalna (ul. 1 Maja 18)[12];
- narożna kamienica mieszkalna (ul. 1 Maja 22, ul. I. Paderewskiego 2)[12];
- narożna kamienica mieszkalna (ul. 1 Maja 24, ul. I. Paderewskiego 1)[12];
- kamienica mieszkalna (ul. 1 Maja 23)[12];
- kamienica mieszkalna z oficynami (ul. 1 Maja 26, 26a)[12];
- kamienica mieszkalna (ul. 1 Maja 28)[12];
- kamienica mieszkalna (ul. 1 Maja 30, 32, ul. Floriana 1)[12];
- zespół dawnej fabryki "Elewator" (ul. 1 Maja 31)[11];
- kamienica mieszkalna (ul. 1 Maja 36)[12];
- kamienica mieszkalna (ul. 1 Maja 38)[12];
- kamienica mieszkalna (ul. 1 Maja 44)[12];
- budynek szkolny PLSP (ul. 1 Maja 45), wzniesiony w latach trzydziestych XX wieku w stylu funkcjonalizmu/późnego modernizmu[12];
- kamienica mieszkalna (ul. 1 Maja 46)[12];
- budynek szkolny − obecnie należy do Uniwersytetu Ekonomicznego (ul. 1 Maja 47), wzniesiony w latach trzydziestych XX wieku w stylu funkcjonalizmu[12];
- kamienica mieszkalna (ul. 1 Maja 48)[12];
- kamienica mieszkalna (ul. 1 Maja 49)[12];
- rektorat Uniwersytetu Ekonomicznego – dawny ratusz gminy Bogucice (ul. 1 Maja 50); został wpisany do rejestru zabytków (nr rej.: A/1234/78 z 19 sierpnia 1978[14][15], nr rej.: A/679/2020 z 23 lipca 2020[16]); wzniesiono go w latach 1911−1913 według projektu Arnolda Hartmanna[17] z Berlina−Schoeneberg, zrealizowanego przez Juliusa Litsche (mistrza murarskiego z Zawodzia); budynek utrzymano w formach geometryzującej secesji i wczesnego modernizmu; w fasadzie istnieją terakotowe figury chłopa, górnika i hutnika; na fasadzie budynku umieszczono pamiątkową tablicę osobom, poległym w latach 1939−1945 w walce o obronę Śląska i Zagłębia[7]; w dwudziestoleciu międzywojennym w budynku mieścił się Urząd Pośrednictwa Pracy[18] i Komisariat Policji Zawodzie[19];
- kamienica mieszkalna (ul. 1 Maja 51)[12];
- Kościół Opatrzności Bożej (ul. 1 Maja 52); wzniesiony w 1931 według projektu Tadeusza Łobosa[20] w stylu funkcjonalizmu[12]; obiekt wpisano do rejestru zabytków nieruchomych województwa śląskiego 29 maja 2019 (nr rej. A/515/2019);
- kamienica mieszkalna (ul. 1 Maja 53)[12];
- kamienica mieszkalna (ul. 1 Maja 59), wzniesiona na początku XX wieku w stylu modernizmu[12];
- kamienica mieszkalna (ul. 1 Maja 61), wzniesiona na początku XX wieku w stylu modernizmu[12];
- kamienica mieszkalna (ul. 1 Maja 92), wzniesiona na początku XX wieku w stylu modernizmu[12];
- kamienica mieszkalna (ul. 1 Maja 96), wzniesiona na początku XX wieku w stylu modernizmu/secesji[12];
- kamienica mieszkalna (ul. 1 Maja 98), wzniesiona na początku XX wieku w stylu modernizmu[12];
- kamienica mieszkalna (ul. 1 Maja 102)[12];
- kamienica mieszkalna (ul. 1 Maja 104), wzniesiona na początku XX wieku w stylu historyzmu[12];
- kamienica mieszkalna (ul. 1 Maja 106)[12];
- kamienica mieszkalna (ul. 1 Maja 117), wzniesiona na początku XX wieku w stylu modernizmu/historyzmu[12];
- kamienica mieszkalna (ul. 1 Maja 130), wzniesiona w 1904 w stylu historyzmu/secesji[12];
- kamienica mieszkalna (ul. 1 Maja 132), wzniesiona na przełomie XIX i XX wieku w stylu historyzmu[12].

## Opis
Swoją siedzibę przy tej ulicy mają: firma komputerowa Kamsoft, pub Poziom 3, Sala Zabaw dla Dzieci Figlarnia, Ośrodek Sportowy Słowian, Budoprojekt, zajezdnia tramwajowa RK-2 Zawodzie i autobusowa, Hotel Senator, Polskie Wyższe Zgromadzenie Ezoteryczne.
Ulicą na całej swojej długości kursują autobusy i tramwaje na zlecenie Zarządu Transportu Metropolitalnego (ZTM).